# Дуэль (газета)
«Дуэ́ль» — еженедельная российская газета, выходившая с февраля 1996 по май 2009 года. Позиционировала себя как «Газета борьбы общественных идей — для тех, кто любит думать». Фактически являлась печатным органом общероссийских общественно-политических движений «Армия воли народа» (лидер Ю. И. Мухин) и «Фронт национального спасения» (лидер В. М. Смирнов).
Основные авторы: Ю. И. Мухин, В. М. Смирнов, А. В. Дубров, В. С. Бушин, В. Шарлай. Публиковались также работы Максима Калашникова (В. А. Кучеренко), С. Г. Кара-Мурзы, Р. В. Манекина, А. П. Паршева, Д. Ю. Пучкова и др. Художник — Р. А. Еркимбаев.
Редакция газеты также являлась организатором всероссийского конкурса патриотической песни — «Песни сопротивления».

## История
Была зарегистрирована в 1995 году. Учредитель — В. М. Смирнов, главный редактор — Ю. И. Мухин.
Первый номер газеты вышел 9 февраля 1996 года. До этой даты коллектив редакции выпускал газету «Аль-Кодс» (учредитель — Шаабан Хафез Шаабан). Главную цель новой газеты издатели газеты изложили в программной статье «Учимся Думать».
Являлась общественно-политическим общероссийским изданием. Имела 8 полос, формат А2, тираж 16 000 экз., издавалась на русском языке, выходила 1 раз в неделю. Территория распространения — Россия, часть тиража поступала в страны СНГ.
В 2007 году Замоскворецкий районный суд города Москвы принял решение об отзыве свидетельства о регистрации газеты. Решение вступило в силу в мае 2009 года, печать газеты прекращена. Коллектив редакции продолжил выпуск других газет, продолжающих традиции прекратившей существование газеты «Дуэль».

## Направленность
Основная направленность печатаемых материалов — антисионизм, антифашизм (под современным фашизмом в газете понимается деятельность отдельных еврейских организаций и либералов), критика олигархических тенденций в развитии современного российского государства, пропаганда сталинизма, неприятие либерализма, отрицание Холокоста.
Ряд учёных, политологов и правозащитных организаций причисляют газету к антисемитским и шовинистическим. В докладе Московского бюро по правам человека она отмечена среди газет, «пропагандирующие ксенофобию и расизм». Антидиффамационная лига, включая «Дуэль» в обзор «Антисемитизм и ксенофобия в Российской Федерации», приводит несколько цитат из газеты, например: «Рекомендации для поступления [в вузы] в то время давались только евреям» и ряд других утверждений, свидетельствующих о тенденциозном изложении.
Российский политолог С. Г. Кара-Мурза писал, что «идея газеты „Дуэль“ — совершенно нового типа, новой формы, — она ещё впереди; дальше будет главный её успех. Почему? Потому что, когда он [главный редактор газеты Юрий Мухин] её создавал и создал, у нас ещё все так бурлило, что мы не были готовы к диалогу и к выдвижению альтернативных таких идей, которые оформили бы хорошо. Сейчас идет поколение, которое немножко успокоилось, травмы этой не перенесло, и оно будет заполнять этот новый тип большой газеты».
Особое место на страницах газеты уделялось публикациям материалов по истории России (СССР), истории Второй Мировой войны, публикациям воспоминаний участников Великой Отечественной войны, пропаганде «делократии» (слово, созданное редактором газеты и обозначающее борьбу против бюрократии и противодействие социальной пассивности).
В реестре Федерального агентства печати и массовых коммуникаций тематика газеты определена как «Полемическое изложение различных точек зрения на общественно-политическое и экономическое развитие России».
Название одной из рубрик имело тот же смысл, что и название самой газеты — «Поединок». В данной рубрике представлялись две противоположные точки зрения на какую-либо острую тему с тем, чтобы читатели могли сделать вывод о том, какая из них более обоснована.
Публицист Виктор Шендерович писал о «Майн Кампф» Адольфа Гитлера: «Я был поражён банальностью текста — на уровне газет „Дуэль“ и „Пульс Тушина“. Мыслей там никаких особенных нет. Энергия есть, а с мыслями совсем негусто. Видимо, такого рода тексты и действуют на слабые мозги сильнее всего».

## Символы признательности
Ветеран Великой Отечественной войны Н. П. Пчёлкин в 1998 году подарил газете свою боевую медаль «За отвагу». Изображение этой медали присутствовало на первой полосе газеты.

## Судебные разбирательства
22 июля 2003 года в Гагаринском межмуниципальном суде города Москвы завершился суд по иску Бориса Стамблера к газете «Дуэль» в связи с публикацией статьи «Ветераны войны — штурмовые отряды еврейских расистов». Решением суда сведения изложенные в этой статье были признаны не соответствующими действительности, оскорбляющими честь и достоинство Б. Стамблера. Суд обязал газету «Дуэль» исключить оскорбительную и ложную информацию из всех материалов газеты, включая их электронные версии на сайте и дать опровержение. Однако данный материал продолжает находиться на сайте газеты.
26 ноября 2008 года Замоскворецкий районный суд города Москвы принял решение об отзыве свидетельства о регистрации газеты, признав обоснованным иск Россвязькомнадзора. Иск был подан в связи с публикацией материалов, содержащих информацию, «обосновывающую и призывающую к осуществлению экстремистской деятельности, в связи с чем в адрес редакции газеты „Дуэль“ выносились официальные письменные предупреждения».
18 сентября 2009 года вступил в силу приговор главному редактору газеты Юрию Мухину — два года условно за «публичные призывы к осуществлению экстремистской деятельности, совершенных с использованием средств массовой информации». Основанием послужила статья автора А. В. Дуброва «Смерть России» в 27-м номере газеты «Дуэль» от 4 июля 2006 года.
В результате ряда судебных разбирательств в Федеральный список экстремистских материалов были включены следующие материалы газеты:
- Дуэль. Нужно ли убрать из России Евреев? «duel.ru»
- Симбиоз. КГБ и евреи. «Дуэль» в № 31 (529) от 31.07.2007
- Смерть России! (подборка материалов). «Дуэль» в № 27 (475) от 04.07.2006
- Ты избрал — тебе судить. «Дуэль» в № 8 (475) от 21.02.2006
- Ты избрал — тебе судить. «Дуэль» в № 14 за 2009 год

## Газеты «К барьеру!», «Своими именами», «Слова и дела»
После того, как решение суда об отзыве регистрации вступило в силу, коллектив редакции продолжил выпуск новой газеты «К барьеру!», продолжающей отдельные традиции прекратившей существование газеты «Дуэль». Главным редактором новой газеты стал Н. П. Пчёлкин.
Газета «К барьеру!» была зарегистрирована в Федеральной службе по надзору в сфере связи, информационных технологий и массовых коммуникаций в 2009 году. Свидетельство о регистрации ПИ № ФС77-18875. Учредитель — Фонд поддержки независимой прессы «Делократия», главный редактор — Н. П. Пчёлкин. Являлась общественно-политическим общероссийским изданием. Имела 8 полос, формат А2, тираж 16 000 экземпляров, издавалась на русском языке, выходила 1 раз в неделю. Территория распространения — Россия.
15 июня 2010 года Останкинский суд вынес решение о прекращении деятельности газеты «К барьеру!». Решение было вынесено на основании трёх предупреждений, ранее выданных газете Россвязьохранкультурой за публикации материалов, которые, по мнению чиновников, являются «экстремистскими».
Вместо газеты «К барьеру!» была создана новая газета — «Своими именами». 15 января 2014 г. Мосгорсуд принял решении о закрытии этой газеты на тех же основаниях, что и её предшественниц, 27 июля Верховный суд РФ оставил в силе решение Мосгорсуда. Последний номер увидел свет 17 июня 2014. Затем коллектив редакции приступил к изданию новой газеты под названием «Слова и дела», первый номер которой вышел 1 июля 2014 года.